# Type 206
Ne doit pas être confondu avec Unterseeboot 206.
Les sous-marins de Type 206 sont une classe de sous-marins à propulsion diesel-électrique, construits par Howaldtswerke-Deutsche Werft AG (HDW) et Nordseewerke pour la marine allemande. Ils sont directement dérivés des Types 205, mais avec une coque en acier amagnétique, enfin au point après l'échec des Types 201 et 202.
Les Types 201 ont été mis au point par l'Ingenieurkontor Lübeck (IKL). La commande, passée le 7 juin 1969, a concerné 18 sous-marins, 8 étant assemblés à HDW à Kiel et 10 au Nordseewerke à Emden. Dans les années 1990, 12 sous-marins ont été modernisés et reclassés Type 206A, les 6 restants étant démolis au profit de la mise en service des Types 212. À la fin de l'année 2010, les derniers Types 201 ont été retirés du service de la Marine allemande.
En 1976, 3 sous-marins d'une version légèrement modifiée pour la marine israélienne sont construits, la classe Gal. Ils sont assemblés par le chantier naval anglais Vickers pour des raisons politiques. Ces sous-marins ont été depuis relevés par la classe Dolphin, dérivée des Types 209.
En 2012, la marine colombienne achète 4 sous-marins allemands retirés du service, 2 destinés au service actif et 2 devant être cannibalisés comme stock de pièces de rechange. Transportés en Colombie par cargo, l'ARC Intrépido (SC-23), ex-U23 (pennant number : S172), et l'ARC Indomable (SC-24), ex-U24 (S173) sont remis en service le 5 décembre 2015, après un long rétrofit en Allemagne. 

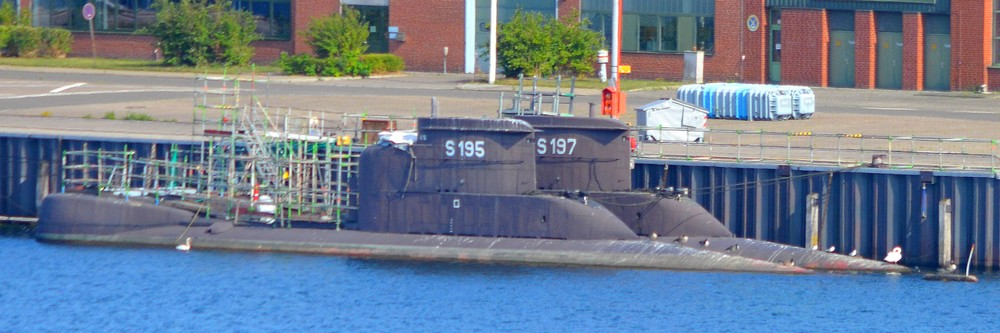
et dans le port de Kiel (Allemagne).

Les deux autres sous-marins, l'ex-U16 (S195) et l'ex-U17 (S196), conservés comme réserve de pièces de rechange, sont restés dans le port de Kiel (Allemagne) où ils se trouvaient toujours en août 2018.
En juillet 2024, l'ex-U17 est convoyé par route au Musée automobile et technologique de Sinsheim où il est depuis exposé.